# Cruriraja
Cruriraja (лат.) — род скатов из семейства ромбовых отряда скатообразных, ранее выделялся в собственное семейство Crurirajidae. Это хрящевые рыбы, ведущие донный образ жизни, с крупными, уплощёнными грудными плавниками в форме ромба и выступающим рылом. На вентральной стороне диска расположены 5 жаберных щелей, ноздри и рот. Хвост длинный и тонкий.
Эти скаты обитают в западной части Атлантического океана, у южного побережья Африки в Индийском океане от мелководья до глубин свыше 1000 м. Размножаются, откладывая яйца, заключённые в прочную роговую капсулу с выступами по углам.

## Этимология названия
Название семейства происходит от лат. crus — «конечность» и raja — «хвостокол».

## Классификация
По состоянию на 2023 год к семейству относят 8 видов:
- Cruriraja andamanica (Lloyd, 1909)
- Cruriraja atlantis Bigelow & Schroeder, 1954
- Cruriraja cadenati Bigelow & Schroeder, 1962
- Cruriraja durbanensis (von Bonde & Swart, 1923)
- Cruriraja hulleyi Aschliman, Ebert & Compagno, 2010
- Cruriraja parcomaculata (von Bonde & Swart, 1923)
- Cruriraja poeyi Bigelow & Schroeder, 1948
- Cruriraja rugosa Bigelow & Schroeder, 1958